# Бафало Лејк (Минесота)
Бафало Лејк (енгл. Buffalo Lake) град је у америчкој савезној држави Минесота.

## Демографија
По попису из 2010. године број становника је 733, што је 35 (-4,6%) становника мање него 2000. године.
| Група             | 2000.       | 2010.       |
| Белци             | 686 (89,3%) | 650 (88,7%) |
| Афроамериканци    | 0 (0,0%)    | 2 (0,3%)    |
| Азијати           | 2 (0,3%)    | 6 (0,8%)    |
| Хиспаноамериканци | 74 (9,6%)   | 61 (8,3%)   |
| Укупно            | 768         | 733         |